# کلاس آدم‌کشی: فارغ‌التحصیلی
کلاس آدم‌کشی: فارغ‌التحصیلی (ژاپنی: 暗殺教室　卒業編 هپبورن: Ansatsu Kyōshitsu: Sotsugyō-hen) فیلمی ژاپنی در ژانر علمی تخیلی و کمدی اکشن به کارگردانی ایچیرو هاسومی و محصول سال ۲۰۱۶ است. این فیلم دنباله‌ای بر کلاس آدم‌کشی (۲۰۱۵) به‌شمار می‌رود که هر دو فیلم بر اساس مجموعه مانگایی به همین نام اثر ماتسویی یوسی ساخته شده‌اند. صداپیشگان فیلم نخست نقش‌های خود را در این فیلم نیز تکرار کردند. کلاس آدم‌کشی: فارغ‌التحصیلی در تاریخ ۲۵ مارس ۲۰۱۶، توسط توهو در ژاپن اکران شد.